# And You'll Follow the Winds' Rush 'Till Their Breath Dwells
And You'll Follow the Winds' Rush 'Till Their Breath Dwells  è il primo album dei Court, registrato e mixato a Leonberg, pubblicato dalla etichetta WMMS Music is Intelligence nel 1993.

## Il disco
Ancora diciannovenni, i Court vengono contattati dalla etichetta tedesca WMMS Music is Intelligence di Peter Wustmann e registrano in Germania un CD composto da 10 brani. L'album viene pubblicato nel 1993.
Alviss' Revenge, Lovers e Cries saranno in seguito riprese, riarrangiate ed inserite nell'album Twenty Flying Kings del 2012.

## Tracce
1. Rising the Tale (Costanza, Nodari) - (1:58)
2. Alviss' Revenge (Nodari) - (15:10)
3. Lovers (Bonacina, Nodari) - (5:13)
4. Eckol (Costanza) - (6:49)
5. Cries (Bonacina, Costanza, Nodari, Lucchina) - (14:33)
6. Willow Tears (Nodari) - (3:02)
7. Mirth For a Guest (Nodari) - (1:44)
8. The Song of Omniscient Dwarf (Nodari) - (6:10)
9. R. (Costanza) - (2:05)
10. Fading The Tale (Costanza, Nodari, Lucchina) - (5:26)

## Formazione
- Paolo Lucchina - voce
- Mosè Nodari - chitarre, voce, oboe, flauto dolce,
- Andrea Costanza - chitarre
- Luigi Bonacina - basso
- Francesco Vedani - batteria